# 池谷麻依
池谷 麻依（いけたに まい、1992年2月24日 - ）は、テレビ朝日社員、元テレビ朝日アナウンサー。

## 経歴・人物
東京都出身。身長157cm。
香蘭女学校高等科、法政大学キャリアデザイン学部卒業。中学・高校時代にはガールスカウト部に所属し、募金活動などをしていた。大学時代にはアコースティックギターサークルに所属。ゼミでは臨床教育学を学び、ゼミ長を務めた。学生時代に、セントフォース・スプラウトで学生アナウンサーとして活動した。
大学卒業後の2015年、テレビ朝日に入社。同期入社は紀真耶、田中萌、山木翔遥、山崎弘喜。
2015年9月30日から同局の『お願い!ランキング』に、単独MCとして初のレギュラー出演。
2019年7月、アナウンス部から総合編成局 宣伝部（現・ビジネスソリューション本部 コンテンツ編成局 宣伝部）へ異動。テレビ朝日公式サイト内「アナウンス部ch.」の7月17日付けのブログでは、同時期に異動の田原浩史、市川寛子とともに花を持っている姿が確認できる。アナウンス部を離れる2名とは異なり、異動後もアナウンス業務に携わっていたが、2019年9月いっぱいで全レギュラー番組の出演・収録を終了。
趣味はスポーツ観戦とギター演奏。資格は教員免許（中学：社会、高校：地理歴史・公民）、普通自動車運転免許、日本漢字能力検定2級、2級小型船舶操縦士、ジュニア野菜ソムリエを所持している。

## 過去の出演番組
- お願い!ランキング（水・木） - 担当[何の?]
- 週刊ニュースリーダー（2015年10月3日 - 2018年9月29日） - 進行
- タモリ倶楽部『地図帳作って99年!!クイズ・ザ・帝国書院』（2016年12月10日）- 進行[5]
- アップデート大学（2017年1月8日） - 出題ゲスト
- パネルクイズ アタック25 女性アナウンサー大会（朝日放送制作、2017年3月5日） - 田中麻耶（当時メ〜テレアナウンサー）とペアを組み優勝。
- 原宿アベニュー（2017年7月15日 - 2018年3月31日、AbemaTV） - 進行[6][7]
- けやき坂アベニュー（2017年7月16日 - 10月1日、AbemaTV） - 進行[8][9]
- 無料屋（2019年2月1日 - ） - 進行[10]
- サン・ジェルマン伯爵は知っている（2019年4月17日 - 9月） - アシスタントMC